# TT137
| ms |

| ms |

TT137 (Theban Tomb 137) è la sigla che identifica una delle Tombe dei Nobili ubicate nell’area della cosiddetta Necropoli Tebana, sulla sponda occidentale del Nilo dinanzi alla città di Luxor, in Egitto. Destinata a sepolture di nobili e funzionari connessi alle case regnanti, specie del Nuovo Regno, l'area venne sfruttata, come necropoli, fin dall'Antico Regno e, successivamente, sino al periodo Saitico (con la XXVI dinastia) e Tolemaico.

## Titolare
TT137 era la tomba di:
| Titolare | Titolo                                      | Necropoli           | Dinastia/Periodo         | Note                                                |
| -------- | ------------------------------------------- | ------------------- | ------------------------ | --------------------------------------------------- |
| Mose     | Capo dei lavori del Signore delle Due Terre | Sheikh Abd el-Qurna | XIX dinastia (Ramses II) | casa di Ahmed Ali nella pianura, a nord della TT136 |

## Biografia
Bak, Capo dei lavori nel Luogo dell'eternità, fu suo padre; Tekhu sua madre. Taikharu fu il nome della moglie.

## La tomba
La tomba ripete, planimetricamente, la struttura a "T" rovesciata tipica delle sepolture del periodo. Ad un corridoio di accesso segue una sala trasversale da cui un secondo corridoio,
sulle cui pareti sono individuabile tracce di dipinto del defunto e della moglie in adorazione di tre dee, immette in una sala perpendicolare alla precedente i cui dipinti parietali sono illeggibili; un secondo corridoio, sulle cui pareti sono visibili un uomo inginocchiato e il cartiglio di Ramses II e formule d'offertorio, immette in una piccola camera senza alcuna decorazione leggibile.

### Annotazioni
1. ↑  La prima numerazione delle tombe, dalla numero 1 alla 253, risale al 1913 con l’edizione del "Topographical Catalogue of the Private Tombs of Thebes" di Alan Gardiner e Arthur Weigall. Le tombe erano numerate in ordine di scoperta e non geografico; ugualmente in ordine cronologico di scoperta sono le tombe dalla 253 in poi.
2. ↑  I campi della Duat, ovvero l'aldilà egizio, si trovavano, secondo le credenze, proprio sulla riva occidentale del grande fiume.
3. ↑  Nella sua epoca di utilizzo, l'area era nota come "Quella di fronte al suo Signore" (con riferimento alla riva orientale, dove si trovavano le strutture dei Palazzi di residenza dei re e i templi dei principali dei) o, più semplicemente, "Occidente di Tebe".
4. ↑  le Tombe dei Nobili, benché raggruppate in un'unica area, sono di fatto distribuite su più necropoli distinte.
5. ↑  Le note, sovente di inquadramento topografico della tomba, sono tratte dal "Topographical Catalogue" di Gardiner e Weigall, ed. 1913 e fanno perciò riferimento alla situazione dell'epoca.
6. ↑  Fino a tempi molto recenti, alcune delle tombe vennero adibite ad abitazioni o a pertinenze di abitazioni, come stalle, cantine, depositi e magazzini. Tale impiego, protrattosi per millenni, come è intuibile, ha ulteriormente favorito il danneggiamento di già precarie rappresentazioni parietali o, in taluni casi, ha addirittura causato la perdita o la demolizione di pareti o colonne, o pilastri. I riferimenti di Gardiner e Weigall ad abitazioni private debbono perciò essere intese in tal senso e fanno riferimento, come è ovvio, agli anni in cui le rilevazioni ebbero luogo considerando che la pubblicazione del "Topographical Catalogue" risale al 1913.

### Fonti
1. 1 2 3 4  Porter e Moss 1927,  p. 251.
2. ↑  Gardiner e Weigall 1913.
3. ↑  Donadoni 1999,  p. 115.
4. ↑  Gardiner e Weigall 1913, p. 28.
5. ↑  Gardiner e Weigall 1913, pp. 28-29.